# Peloribates uracasensis
Peloribates uracasensis är en kvalsterart som beskrevs av Aoki 1984. Peloribates uracasensis ingår i släktet Peloribates och familjen Haplozetidae. Inga underarter finns listade i Catalogue of Life.